# Aleksandra Ixímova
Aleksandra Ixímova   (Kostromà, 25 de desembre de 1804 (Julià) - Sant Petersburg, 4 de juny de 1881 (Julià)) fou una escriptora i traductora russa, i un dels primers autors professionals russos de literatura infantil. El seu nom complet nom complet amb patronímic és Aleksandra Ióssifovna (Óssipovna) Ixímova, rus: Алекса́ндра Ио́сифовна (О́сиповна) Иши́мова.

## Biografia
Després de passar la infància en el seu lloc de naixement, a Kostromà, Aleksandra Ixímova va estudiar en internats privats de Sant Petersburg. En 1818 un escàndol es va produir un escàndol que involucrava el seu pare, i Ixímova va deixar Sant Petersburg, juntament amb la seva família, per viure a les províncies del nord. En 1825 va ser possible tornar a Sant Petersburg, i rebre del tsar Alexandre I el perdó per al seu pare. Allà va obrir una petita escola i va fer amistat amb Piotr Viàzemski, Vassili Jukovski i Aleksandr Puixkin. Ixímova va ser l'últim corresponent de Puixkin: Li va escriure una carta amb una resposta entusiasta dels seus relats històrics, i li envià un llibre per a la seva traducció en el dia del seu duel amb Georges-Charles de Heeckeren d'Anthès.
Ixímova publicà dues revistes mensuals: Zvézdotxka, rus: Звездочка "Estrelleta" 1842—1863) per a nens, i Lutxi rus: Лучи "Raigs de llum", 1850—1860) per a senyoretes.El seu llibre Istoria Rossii v rasskazakh dlia deteirus: История России в рассказах для детей "La història de Rússia en contes per a nens", 1841) fou guardonada amb el Premi Demidovel 1852. A part d'això va traduir i va imprimir un seguit de noves narratives per a nens, moltes de les quals incloïen educació religiosa i moral.Les més conegudes entre aquestes són Rasskazi staruixki rus: Рассказы старушки "Històries de la dona gran" (Sant Petersburg, 1839); Sviasxénnaia istorii v razgovorakh dlia malenkikh detey rus: Священная истории в разговорах для маленьких детей "Històries sagrades en converses amb nens petits", que va tenir sis edicions, la primera d'elles el 1841; Kolokóltxik rus: Колокольчик "Campana", (Sant Petersburg, 1849) per a nens als orfenats; Pérvoie txténie i perviie uroki dlia detei rus: Первое чтение и первые уроки для детей "Primera lectura i primeres lliçons per als nens" (Sant Petersburg, 1856—1860; dues edicions); i Rasskazi iz Sviasxénnoi istorii dlia krestiànskikh detei rus: Рассказы из Священной истории для крестьянских детей "Històries dels contes sagrats per als nens camperols" (Sant Petersburg, 1878).Ixímova també feu moltes traduccions del francès i l'anglès, en particular, les primeres traduccions al rus de les novel·les d'aventures de James Fenimore Cooper. Va morir a l'edat de 76 anys a Sant Petersburg.